# Championnat des Émirats arabes unis de football 2025-2026
Navigation
UAE Pro League 2024-2025 UAE Pro League 2026-2027
La saison 2025-2026 de UAE Pro League  est la 52e édition du Championnat des Émirats arabes unis de football de première division, connu sous le nom de « ADNOC Pro League » pour des raisons de sponsoring.
Le Shabab AlAhli Dubai FC est le tenant du titre après avoir remporté pour la 9e fois la compétition alors que le Dibba FC et le Al-Dhafra FC, rejoignent ce niveau de la compétition.

## Réglement
L'UAE Pro League 2025-2026 est composé de quatorze clubs qui s'affrontent tous lors de confrontations aller et retour. Le champion est l'équipe qui obtient le plus grand nombre de points après les 26 journées de championnat. À la fin de la compétition, les deux premières équipes et le vainqueur de la Coupe des Émirats arabes unis de football 2025-2026 se qualifient pour la Ligue des champions Élite 2026-2027, le troisième se qualifie pour la Ligue des champions 2 2026-2027, le quatrième pour la Coupe du Golfe des clubs champions 2026-2027 et les deux derniers seront relégués en UAE Division 1 l'année suivante. 
Le classement est calculé avec le barème de points suivant : une victoire vaut trois points, le match nul un. La défaite ne rapporte aucun point.
À égalité de points, les critères de départage sont les suivants :
1. Plus grande différence de buts dans les confrontations directes ;
2. Plus grand nombre de buts marqués dans les confrontations directes ;
3. Plus grand nombre de buts marqués à l'extérieur dans les confrontations directes ;
4. Plus grande différence de buts générale ;
5. Plus grand nombre de buts marqués ;
6. Nombre de points dans les confrontations directes ;
7. Classement du Fair-Play;
8. Tirage au sort.

Les règles 1, 2 et 3 de départage des clubs lors des rencontres disputées entre eux ne peuvent s’appliquer que si les deux matchs les ayant opposés ont été joués.

## Participants
L'édition 2025-2026 est la 14e édition à quatorze équipes, les deux promus de UAE Division 1 sont le Dibba FC et le Al-Dhafra FC. Ces deux clubs remplacent les deux clubs relégués, le Al Orooba Club et le Dibba Al-Hisn SC.
| Club                   | Ville             | Classement 2024-2025 | Stade                             | Capacité |
| ---------------------- | ----------------- | -------------------- | --------------------------------- | -------- |
| Shabab AlAhli Dubai FC | Dubaï             | 1er                  | Stade Al-Rashid                   | 18 000   |
| Sharjah FC             | Charjah           | 2e                   | Stade Sharjah                     | 15 000   |
| Al-Wahda FC            | Abou Dabi         | 3e                   | Stade Al-Nahyan                   | 15 000   |
| Al Wasl FC             | Dubaï             | 4e                   | Stade Al-Maktoum                  | 15 058   |
| Al-Aïn FC              | Al-Aïn            | 5e                   | Stade Hazza-ben-Zayed             | 22 717   |
| Al Nasr SC             | Dubaï             | 6e                   | Stade Al-Maktoum                  | 15 058   |
| Al Jazira Club         | Abou Dabi         | 7e                   | Stade Mohammed-ben-Zayed          | 42 056   |
| Khor Fakkan Club       | Khor Fakkan       | 8e                   | Stade Saqr bin Mohammed Al-Qasimi | 7 500    |
| Al-Ittihad Kalba SC    | Kalba             | 9e                   | Stade Kalba Club                  | 8 500    |
| Ajman Club             | Ajman             | 10e                  | Stade Shaikh Rashid bin Saeed     | 10 000   |
| Al-Bataeh Club         | Al Bataeh         | 11e                  | Stade Al Bataeh                   | 2 000    |
| Baniyas SC             | Abou Dabi         | 12e                  | Stade Baniyas                     | 9 047    |
| Dibba FC               | Dibba Al-Fujairah | 1er                  | Stade Dibba                       | 9 000    |
| Al-Dhafra FC           | Abou Dabi         | 2e                   | Stade Al Dhafra                   | 5 020    |

Légende des couleurs
- Phase de groupe de la Ligue des champions Élite 2025-2026
- Phase de groupe de la Ligue des champions 2 2025-2026
- Phase de groupe de la Coupe du Golfe des clubs champions 2025-2026
- Promu de la UAE Division 1 2024-2025

| \| Al Nasr SC Al Wasl FC Shabab AlAhli Dubai FC Al-Aïn FC Baniyas SCC Al Jazira SCC Al-Wahda FC Ajman Club Sharjah FC Al-Ittihad Kalba SC Khor Fakkan Club Al-Bataeh Club Al-Dhafra FC Dibba FC \| Localisation des clubs engagés dans le championnat. |
| Al Nasr SC Al Wasl FC Shabab AlAhli Dubai FC Al-Aïn FC Baniyas SCC Al Jazira SCC Al-Wahda FC Ajman Club Sharjah FC Al-Ittihad Kalba SC Khor Fakkan Club Al-Bataeh Club Al-Dhafra FC Dibba FC                                                           |

## Compétition

### Classement
| Rang | Équipe                   | Pts | J | G | N | P | Bp | Bc | Diff |
| ---- | ------------------------ | --- | - | - | - | - | -- | -- | ---- |
| 1    | Sharjah FC               | 3   | 1 | 1 | 0 | 0 | 3  | 1  | +2   |
| 2    | Al-Wahda FC              | 3   | 1 | 1 | 0 | 0 | 2  | 0  | +2   |
| 3    | Al Wasl FC               | 3   | 1 | 1 | 0 | 0 | 2  | 0  | +2   |
| 4    | Shabab AlAhli Dubai FC T | 3   | 1 | 1 | 0 | 0 | 2  | 0  | +2   |
| 5    | Khor Fakkan Club         | 3   | 1 | 1 | 0 | 0 | 3  | 2  | +1   |
| 6    | Al-Aïn FC                | 3   | 1 | 1 | 0 | 0 | 2  | 1  | +1   |
| 7    | Al Nasr SC               | 3   | 1 | 1 | 0 | 0 | 1  | 0  | +1   |
| 8    | Al Jazira SCC            | 0   | 1 | 0 | 0 | 1 | 2  | 3  | -1   |
| 9    | Al-Bataeh Club           | 0   | 1 | 0 | 0 | 1 | 1  | 2  | -1   |
| 10   | Al-Ittihad Kalba SC      | 0   | 1 | 0 | 0 | 1 | 0  | 1  | -1   |
| 11   | Dibba FC P               | 0   | 1 | 0 | 0 | 1 | 1  | 3  | -2   |
| 12   | Ajman Club               | 0   | 1 | 0 | 0 | 1 | 0  | 2  | -2   |
| 13   | Baniyas SCC              | 0   | 1 | 0 | 0 | 1 | 0  | 2  | -2   |
| 14   | Al-Dhafra FC P           | 0   | 1 | 0 | 0 | 1 | 0  | 2  | -2   |

| Légende : Qualifications et relégations | Légende : Qualifications et relégations                                                                      |
| --------------------------------------- | --- |
|                                         | Phase de groupe de la Ligue des champions Élite 2026-2027                                                    |
|                                         | Tour préliminaire de la Ligue des champions Élite 2026-2027                                                  |
|                                         | Phase de groupe de la Ligue des champions 2 2026-2027                                                        |
|                                         | Phase de groupe de la Coupe du Golfe 2026-2027                                                               |
|                                         | Relégation en UAE Division 1                                                                                 |
|                                         | T : Tenant du titre P : Promus de UAE Division 1 C : Vainqueur de la Coupe des Émirats arabes unis 2025-2026 |

### Résultats
| Résultats (▼dom., ►ext.)                                   | AC | AFC | BC  | DFC | JSCC | NSC | WFC | WFC | BSCC | DFC | IKSC | KFC | SADFC | SFC |
| Ajman Club                                                 |    | -   | -   | -   | -    | -   | 0-2 | -   | -    | -   | -    | -   | -     | -   |
| Al-Aïn FC                                                  | -  |     | 2-1 | -   | -    | -   | -   | -   | -    | -   | -    | -   | -     | -   |
| Al-Bataeh Club                                             | -  | -   |     | -   | -    | -   | -   | -   | -    | -   | -    | -   | -     | -   |
| Al-Dhafra FC                                               | -  | -   | -   |     | -    | -   | -   | -   | -    | -   | -    | -   | -     | -   |
| Al Jazira SCC                                              | -  | -   | -   | -   |      | -   | -   | -   | -    | -   | -    | -   | -     | -   |
| Al Nasr SC                                                 | -  | -   | -   | -   | -    |     | -   | -   | -    | -   | -    | -   | -     | -   |
| Al-Wahda FC                                                | -  | -   | -   | -   | -    | -   |     | -   | -    | -   | -    | -   | -     | -   |
| Al Wasl FC                                                 | -  | -   | -   | -   | -    | -   | -   |     | 2-0  | -   | -    | -   | -     | -   |
| Baniyas SCC                                                | -  | -   | -   | -   | -    | -   | -   | -   |      | -   | -    | -   | -     | -   |
| Dibba FC                                                   | -  | -   | -   | -   | -    | -   | -   | -   | -    |     | -    | -   | -     | 1-3 |
| Al-Ittihad Kalba SC                                        | -  | -   | -   | -   | -    | 0-1 | -   | -   | -    | -   |      | -   | -     | -   |
| Khor Fakkan Club                                           | -  | -   | -   | -   | 3-2  | -   | -   | -   | -    | -   | -    |     | -     | -   |
| Shabab AlAhli Dubai FC                                     | -  | -   | -   | 2-0 | -    | -   | -   | -   | -    | -   | -    | -   |       | -   |
| Sharjah FC                                                 | -  | -   | -   | -   | -    | -   | -   | -   | -    | -   | -    | -   | -     |     |
| - Victoire à domicile - Match nul - Victoire à l'extérieur |    |     |     |     |      |     |     |     |      |     |      |     |       |     |

## Statistiques
Classement des buteurs
|     | Buteur | Club | Buts |
| --- | ------ | ---- | ---- |
| 1er |        |      |      |
| 2e  |        |      |      |
| 3e  |        |      |      |
| 4e  |        |      |      |
| 5e  |        |      |      |

## Bilan de la saison
| Championnat d'Arabie saoudite de football 2025-2026 |   |
| Champion                                            |   |
| Coupes et trophées                                  |   |
| Vainqueur de la Coupe d'Arabie saoudite 2025-2026   | 0 |
| Qualifications continentales                        |   |
| Ligue des champions Élite                           |   |
| Ligue des champions 2                               |   |
| Coupe du Golfe des clubs champions                  |   |
| Promotions et relégations                           |   |
| Promus en UAE Pro League                            |   |
| Relégués en UAE Division 1                          |   |